# 天主教穆塔雷教區
天主教穆塔雷教區 （拉丁語：Dioecesis Mutarensis）是津巴布韋一個羅馬天主教教區，屬哈拉雷總教區。
教區前身是烏姆塔利宗座監牧區，成立於1953年2月2日。1957年2月15日升為教區，1982年6月25日易名至今。
教區包括馬尼卡蘭省大部份地區。2004年有教友128,120人（佔轄區總人口6.7%）、廿六個堂區、五十一名司鐸。現任教區主教為阿歷西奧‧楚魯‧穆查拜瓦。